# Five Leaves Left
Five Leaves Left is het eerste album van de Britse folkmuzikant Nick Drake. In tegenstelling tot Pink Moon maar net als het volgende album  Bryter Layter, werd Nick Drake bijgestaan door leden van de Britse folkgroep Fairport Convention.
Er zijn veel speculaties over de herkomst van de albumnaam. Een mogelijkheid is dat het verwijst naar het boek En attendant Godot van de Ierse schrijver Samuel Beckett, waarin de zin "The tree has four or five leaves" voorkomt. De titel van de plaat verwijst echter naar het papiertje in het doosje vloeipapier van het merk Rizla met diezelfde tekst waarmee de gebruiker de waarschuwing kreeg dat er ‘nog maar vijf vloeitjes over’ waren en een nieuw doosje gekocht moest worden. Achteraf gezien was de titel een onheilspellend voorteken: de vijf laatste jaren van zijn leven waren aangebroken.
De laatste jaren staat Drake meer en meer in de belangstelling en worden veel van zijn liedjes opnieuw uitgevoerd. Een reclame van Volkswagen uit  2000 waarin een nummer van de LP Pink Moon werd gebruikt heeft daaraan in belangrijke mate bijgedragen.

## Nummers
Alle nummers geschreven door Nick Drake:
1. "Time Has Told Me" – 4:27
2. "River Man" – 4:21
3. "Three Hours" – 6:16
4. "Way To Blue" – 3:11
5. "Day Is Done" – 2:29
6. "'Cello Song" – 4:49
7. "The Thoughts Of Mary Jane" – 3:22
8. "Man In A Shed" – 3:55
9. "Fruit Tree" – 4:50
10. "Saturday Sun" – 4:03